# Enrico Alfano
Enrico Alfano (pronunciación en italiano: /enˈriːko alˈfaːno/), también conocido como "Erricone", fue considerado como uno de los jefes de la Camorra, una organización del tipo de la Mafia en la región de la Campania y su capital Nápoles en Italia, a fines del siglo XIX y principios del XX. Fue descrito como "un tipo de presidente de la confederación". Según algunas fuentes, Alfano fue conectado con el asesinato del policía de Nueva York Joseph Petrosino en Palermo en 1909, sin embargo, el asesinato ha sido atribuido a la Mafia siciliana.
Alfano fue acusado de ser el hombre detrás del asesinato del jefe rival de la Camorra Gennaro Cuocolo y su esposa. El juicio contra Alfano y sus asociados en Viterbo entre 1911 y 1912, se expandió de un caso de asesinato a uno contra la Camorra y atrajo una gran atención de los periódicos y el público en general tanto en Italia como en los Estados Unidos. Fue sentenciado a 30 años en prisión en julio de 1912 y, a pesar del hecho de que la legitimidad del juicio fue seriamente cuestionada cuando el principal testigo de la fiscalía se retractó, fue liberado en 1934 tras cumplir 27 años de su condena.